# Parlamentswahl in Grönland 1979
- S: 13
- A: 8

Die Parlamentswahl in Grönland 1979 war die erste Wahl zum Inatsisartut bzw. Landsting, dem neuen grönländischen Parlament. Es löste Grønlands Landsråd als legislatives Organ ab. Dieser bestand aus zuletzt 17 Abgeordneten. Die Wahl fand am 4. April 1979 statt.

## Wahlrecht
Die 21 Abgeordneten des Inatsisartut wurden unter Anwendung des Mehrheitswahlrechts in acht Mehrpersonenwahlkreisen bestimmt. Das Verfahren wurde in Grönland ausschließlich bei dieser Parlamentswahl angewendet und bereits vier Jahre später durch das Verhältniswahlrecht ersetzt, nachdem die Atassut über die unproportionale Mandatsverteilung geklagt hatte.

## Ausgangslage
- GAS: 1
- KNAPK: 2
- Unabh.: 14

Nach jahrelangen Verhandlungen wurde am 17. Januar 1979 eine Volksabstimmung über die Einführung der Hjemmestyre durchgeführt, durch die Grönland erstmals Autonomie erlangen sollte. In dieser war auch die Einführung eines neuen Parlaments und einer Regierung geregelt. 70,1 % stimmten für die Einführung der Hjemmestyre, die am 1. Mai 1979 in Kraft trat. Dafür wurde am 4. April erstmals das Parlament gewählt. Dieses löste den bisherigen Landesrat ab.

## Teilnehmende Parteien
Die Wahl war die erste, bei der nahezu alle Kandidaten in Parteien antraten. Diese wurden kurz zuvor gegründet. So wurde die Atassut 1976 als politische Bewegung und am 29. April 1978 schließlich als Partei gegründet. Die Siumut entstand am 29. Juli 1977, während die Wurzeln der Inuit Ataqatigiit ebenfalls in einer 1976 geschaffenen Bewegung liegen. Die Gründung der gleichnamigen Partei erfolgte 1978.
| Partei | Partei              | Kürzel | Deutsche Bedeutung     | Ausrichtung                                   | Vorsitzender                                                                        |
| ------ | ------------------- | ------ | ---------------------- | --------------------------------------------- | ----------------------------------------------------------------------------------- |
|        | Siumut              | S      | Vorwärts               | sozialdemokratisch                            | Jonathan Motzfeldt                                                                  |
|        | Atassut             | A      | Gemeinsinn             | konservativ, wirtschaftsliberal, unionistisch | Lars Chemnitz                                                                       |
|        | Sulisartut Partiiat | SP     | Arbeiterpartei         | arbeiterpolitisch                             | Kristian Poulsen                                                                    |
|        | Inuit Ataqatigiit   | IA     | Gemeinschaft der Inuit | kommunistisch, separatistisch                 | Zentralkomitee (Aqqaluk Lynge, Jens Geisler, Malik Høegh, Hjalmar Dahl, Leo Rosing) |

## Kandidaten
Bei der Wahl traten 92 Kandidaten mit jeweils zwei Stellvertretern an, die sich folgendermaßen auf die einzelnen Parteien und Wahlkreise verteilten:
| Partei              | Südkreis | Mittelkreis | Diskokreis | Ũmánaĸ | Upernavik | Thule | Angmagssalik | Scoresbysund | Insgesamt |
| ------------------- | -------- | ----------- | ---------- | ------ | --------- | ----- | ------------ | ------------ | --------- |
| Siumut              | 6        | 10          | 6          | 4      | 2         | 2     | 2            | 2            | 34        |
| Atassut             | 9        | 10          | 7          | 3      | 2         | 2     | 2            | 2            | 37        |
| Sulisartut Partiiat | 2        | 4           | 5          | 0      | 0         | 0     | 0            | 0            | 11        |
| Inuit Ataqatigiit   | 3        | 2           | 2          | 0      | 0         | 0     | 0            | 0            | 7         |
| Einzelkandidaten    | 1        | 0           | 0          | 0      | 1         | 0     | 1            | 0            | 3         |

Aus dem letzten Landesrat traten folgende Abgeordnete auch zur Parlamentswahl an: Anders Andreassen, Bendt Frederiksen, Jonathan Motzfeldt, Hendrik Nielsen, Asiâjuk Sadorana (alle Siumut), Lars Chemnitz, Lars Godtfredsen, Niels Carlo Heilmann, Hans Johansen, Lamik Møller, Konrad Steenholdt, Otto Steenholdt (alle Atassut), Ôdâĸ Olsen (Sulisartut Partiiat). Severin Johansen trat als zweiter Stellvertreter für die Siumut an. Lediglich Jørgen C. F. Olsen, Nikolaj Karlsen und Emil Ârĸê traten nicht erneut an. Knud Kristiansen war kurz zuvor verstorben. Dazu kandidierten auch Aron Davidsen, K'issúnguaĸ Kristiansen und Andreas Sanimuínaĸ sowie nur als Stellvertreter Jakob Simonsen (alle Atassut), die in vorherigen Legislaturperioden im Landesrat gesessen hatten.

## Ergebnis
Die sozialdemokratische Partei Siumut wurde stärkste Fraktion im Inatsisartut, gefolgt von der Atassut. Bedingt durch das Mehrheitswahlrecht bestand das Parlament nach dieser Wahl letztmals nur aus zwei Fraktionen. Seitdem erreichte keine Partei mehr eine absolute Mehrheit.
| Parteien                        | Sitze |
| ------------------------------- | ----- |
| Absolute Mehrheit (ab 11 Sitze) |       |
| S                               | 13    |

Die Regierungspartei nach dieser Wahl ist mit einem Punkt gekennzeichnet (•).
| •                 | Siumut                 | 8.505  | 46,1  | 13 |  |  |
|                   | Atassut                | 7.688  | 41,7  | 8  |  |  |
|                   | Sulisartut Partiiat    | 1.041  | 5,6   | —  |  |  |
|                   | Inuit Ataqatigiit      | 813    | 4,4   | —  |  |  |
|                   | Unabhängige Kandidaten | 396    | 2,2   | —  |  |  |
| Gesamt            | Gesamt                 | 18.443 | 100,0 | 21 |  |  |
| Gültige Stimmen   | Gültige Stimmen        | 18.443 | 92,4  |    |  |  |
| Ungültige Stimmen | Ungültige Stimmen      | 1.508  | 7,6   |    |  |  |
| Wahlbeteiligung   | Wahlbeteiligung        | 19.951 | 69,6  |    |  |  |
| Wahlberechtigte   | Wahlberechtigte        | 28.665 | 100,0 |    |  |  |
| Quelle:           |                        |        |       |    |  |  |

## Folgen
21 Abgeordnete wurden ins 1. Inatsisartut gewählt. Jonathan Motzfeldt (Siumut) wurde am 1. Mai 1979 zum grönländischen Regierungschef gewählt. In der vorherigen Legislaturperiode war er Stellvertreter des Parlamentspräsidenten Lars Chemnitz. Das Kabinett Motzfeldt I wurde am 7. Mai vom Parlament bestätigt und bestand neben dem Premierminister aus vier weiteren Ministern, die alle der Siumut angehörten.